# Energia chimica
L'energia chimica è una forma di energia interna immagazzinata nei legami chimici. Essa varia nelle reazioni chimiche, che possono produrne un aumento, sfruttando un assorbimento di calore, o una riduzione frequentemente con la produzione di calore, attraverso la formazione o rottura dei legami. È sostanzialmente riconducibile alla somma dell'energia potenziale delle interazioni elettrostatiche delle cariche presenti nella materia più l'energia cinetica degli elettroni.
L'energia di legame, utile per ottenere una stima dell'energia chimica, mostra un andamento caratteristico in funzione della distanza tra le specie chimiche a livello molecolare. In particolare, essa tende a zero quando la distanza tra due atomi tende a infinito e via via che questi ultimi si avvicinano diminuisce di valore fino a raggiungere un minimo energetico che corrisponde alla formazione del legame (condizione di massima stabilità). Avvicinando ulteriormente gli atomi, prevalgono a questo punto le forze repulsive e l'energia subisce un brusco aumento.
La risonanza è un fenomeno chimico-strutturale che influenza notevolmente l'energia chimica in senso stabilizzante. La reattività e la cinetica dei diversi composti risentono delle differenze di energia chimica. L'energia chimica introdotta nel corpo umano con il cibo permette la vita attraverso la sua trasformazione in forma utilizzabile nel processo metabolico della respirazione cellulare.